# Lieve Denys
Lieve Denys, officieel Godelieve Denys, ook wel Bliet Denys genoemd (Roeselare, 24 maart 1922 – Roeselare, 4 juli 2012) was een Belgische feministe die vooral op lokaal niveau actief was. Ze was ook cultureel actief en verrichtte belangrijk werk voor de genealogie in West-Vlaanderen. 

## Biografie
Lieve Denys werd in 1922 geboren als jongste kind van stoffenhandelaar en culturele duizendpoot Achiel Denys en Margaretha Schelpe.  Al van jongs af kreeg ze de bijnaam 'Bliet' Denys, een naam die ze tot aan haar overlijden zou blijven gebruiken. 
Ze was afkomstig uit een culturele familie. Zo verbleef ze als kind onder meer in het Lijsternest van Stijn Streuvels. Een van haar broers was Willem Denys. Dat het een katholieke familie was, is te merken aan het feit dat vier van haar broers en zusters in het klooster ingetreden zijn.
Lieve Denys bleek al snel een vrijgevochten vrouw. Mogelijk had dit te maken met het vroege overlijden van haar ouders. Tijdens de Tweede Wereldoorlog werkte ze onder meer als verpleegster en na de oorlog was ze in Roeselare een van de eerste vrouwen die met een brommer rondreed om huisbezoeken af te leggen. 
Ook na haar huwelijk met Antoon Vercruysse en de geboorte van zes kinderen bleef ze het belangrijk vinden om als vrouw een eigen leven te blijven leiden. Ze was de mede-oprichter van de oud-leerlingenbond van de school van de Grauwe Zusters in Roeselare. Samen met enkele andere vrouwen uit de stad zoals Cecile Rapol en Lut Vermeersch richtte ze in de jaren 1970 in Roeselare het P.A.G. of Pluralistische Actiegroep Gelijke kansen voor man en vrouw op. Het P.A.G. dreef op de tweede feministische golf in België. De groep laakte de verschillende vormen van discriminatie tussen mannen en vrouwen, zoals het denkbeeld van de moeder aan de haard en het ontbreken van vrouwen in het beleid.
Een broer van Lieve Denys was scheutist in de Verenigde Staten. Hij kwam er in contact met nakomelingen van uitgeweken Vlamingen die opnieuw interesse toonden voor hun voorouders en familie in het thuisland. De familie Denys begon voor hen genealogische opzoekingen te verrichten. Lieve Denys sloot zich aan bij de Vlaamse Vereniging voor Familiekunde en richtte in 1980 de plaatselijke afdeling van het V.V.F. Roeselare op. Zij werd meteen de eerste voorzitter en bouwde de vereniging uit tot een groot documentatiecentrum met persoonsgegevens uit de stad en regio. Ze bleef voorzitter tot 2003 wanneer ze erevoorzitter werd. Voor de opbouw van het VVF en haar inzet voor andere culturele verenigingen, zoals 't Manneke uit de Mane kreeg ze in 2000 van de stad Roeselare de Cultuurtrofee 'De Bronzen Blauwvoet'.
Tijdens de verkiezing van 'Het talent van Roeselare' of de grootste Roeselarenaar in 2013, werd zij samen met haar man Antoon Vercruysse 24ste.